# Biasmia guttata
Biasmia guttata är en skalbaggsart som beskrevs av Francis Polkinghorne Pascoe 1864. Biasmia guttata ingår i släktet Biasmia och familjen långhorningar. Inga underarter finns listade.